# Хенрици, Зигфрид
Зигфрид Хенрици (нем. Sigfrid Henrici; 10 мая 1889 — 8 ноября 1964) — немецкий офицер, участник Первой и Второй мировых войн, генерал танковых войск, кавалер Рыцарского креста с Дубовыми листьями.

## Начало военной карьеры
В сентябре 1907 года поступил на военную службу фанен-юнкером (кандидат в офицеры), в артиллерийский полк. С января 1909 — лейтенант.

## Первая мировая война
В начале войны — в артиллерии. С декабря 1914 года — старший лейтенант. С мая 1915 года — в авиации (артиллерийский наблюдатель). С октября 1916 года — командир авиационного батальона наблюдения. С августа 1918 года — капитан. За время войны награждён Железными крестами обеих степеней и Рыцарским крестом Королевского ордена дома Гогенцоллернов с мечами.

## Между мировыми войнами
Продолжил службу в рейхсвере, в артиллерии. К началу Второй мировой войны — начальник артиллерии 16-го армейского корпуса, генерал-майор.

## Вторая мировая война
В сентябре-октябре 1939 года — участвовал в Польской кампании.
В мае-июне 1940 года — участвовал во Французской кампании, награждён планками к Железным крестам обеих степеней (повторное награждение).
С марта 1941 года — командир 16-й моторизованной дивизии, с 1 июня 1941 года — генерал-лейтенант.
С 22 июня 1941 года — участвовал в Великой Отечественной войне. Бои на Украине. В октябре 1941 года — награждён Рыцарским крестом.
С ноября 1942 года — командир 40-го танкового корпуса. С января 1943 года — в звании генерал танковых войск. В августе 1943 года — награждён Золотым немецким крестом, в декабре 1943 года — награждён Дубовыми листьями к Рыцарскому кресту. С ноября 1943 года — в командном резерве (по болезни).
С сентября 1944 года — вновь командир 40-го танкового корпуса.
9 мая 1945 года — взят в советский плен. Отпущен на свободу в октябре 1955 года.

## Награды
- Железный крест 2-го класса (14 сентября 1914) (Королевство Пруссия)
- Железный крест 1-го класса (24 декабря 1915) (Королевство Пруссия)
- Королевский орден Дома Гогенцоллернов рыцарский крест с мечами (12 февраля 1918) (Королевство Пруссия)
- Почётный крест Первой мировой войны 1914/1918 с мечами (1934)
- Медаль «В память 1 октября 1938 года»
- Пряжка к Железному кресту 2-го класса (20 сентября 1939)
- Пряжка к Железному кресту 1-го класса (20 мая 1940)
- Медаль «За зимнюю кампанию на Востоке 1941/42»
- Немецкий крест в золоте (13 августа 1943)
- Рыцарский крест Железного креста с дубовыми листьями
  - рыцарский крест (13 октября 1941)
  - дубовые листья (№ 350) (9 декабря 1943)
- Упоминание в Вермахтберихт (1 сентября 1943)